# Thanatologie
Der Ausdruck Thanatologie (altgriechisch θανατολογία, von θάνατος thánatos, deutsch ‚Tod‘ und -logie) bezeichnet die Wissenschaft vom Tod, vom Sterben (als Sterbeforschung) und der Bestattung.
Thanatologie ist ein interdisziplinäres Arbeitsgebiet, zu dem Philosophie, Ethnologie, Psychologie, Soziologie, Geschichtswissenschaft, Archäologie, Biologie, Medizin, Pflegewissenschaft und andere wissenschaftliche Disziplinen wichtige Beiträge leisten. Auch die Theologie betrachtet dieses Gebiet als Teil ihrer Disziplin. Thanatosoziologie und Thanatopsychologie sind Subdisziplinen dieser Wissenschaft. Vorläufer finden sich bereits in der Erbauungsliteratur seit dem späten Mittelalter (vgl. Ars moriendi).
Inzwischen kann man Thanatologie, vor allem in den Vereinigten Staaten von Amerika, in Weiterbildungen studieren.

## Entwicklung der Sterbeforschung
Mit der Thanatologie beschäftigten sich im 18. Jahrhundert etwa Salomon Anschel und der Theologe und Schriftsteller Joachim Hacker. Als erster moderner Thanatologe gilt der Soziologe und Ethnologe Robert Hertz mit seiner Studie zur kollektiven Repräsentation des Todes (1907). In den 1950er und 1960er Jahren öffneten Soziologen den Weg zu einer sozialpsychologischen Betrachtungsweise des Todesphänomens. Sie schufen mit der Erforschung soziologischer Aspekte des Todes Grundlagen zur Erstellung von Betreuungs- und Therapieprogrammen, die bei der Bewältigung von Verlust durch Tod hilfreich sein würden. Besonders das Buch Tod und Sterben (1969) der in der Schweiz geborenen Psychiaterin Elisabeth Kübler-Ross leistete Aufklärungsarbeit und verschaffte dem Thema Todesbewältigung in der modernen Gesellschaft eine breite Öffentlichkeit.

## Forschungsprojekte in Deutschland
Neue Impulse erfuhr die interdisziplinäre thanatologische Forschung u. a. durch die von der Volkswagen-Stiftung finanzierten fachübergreifenden Forschungsprojekte „Tod und toter Körper“ (2008–2012) und „Transmortalität“ (2012–2014), die von dem Soziologen und Religionswissenschaftler Hubert Knoblauch, dem Medizinethiker und -historiker Dominik Groß, der Philosophin Andrea Marlen Esser und der Rechtswissenschaftlerin und -philosophin Brigitte Tag geleitet wurden bzw. werden. Die vorgenannten Thanatologen fungieren zugleich als Herausgeber der vielbeachteten transdisziplinären Campus-Buchreihe „Todesbilder“, in der seit 2009 sieben Buchbände erschienen. In jüngster Zeit wurde im Zuge des „narrative turn“ auch verstärkt nach der Eigenlogik der narrativen Darstellung des Sterbens gefragt („Sterbenarrative“).

## Bekannte Sterbeforscher und Thanatologen

### Deutschland
- Thorsten Benkel
- Klaus Feldmann
- Werner Fuchs-Heinritz
- Dominik Groß
- Alois Hahn
- Bernard Jakoby
- Hubert Knoblauch
- Walter van Laack
- Matthias Meitzler
- Markolf Niemz
- Joachim Wittkowski

### International
- Elisabeth Kübler-Ross, Schweiz, Vereinigte Staaten
- Raymond A. Moody, Vereinigte Staaten
- Stanislav Grof, Tschechien
- Pim van Lommel, Niederlande
- Sam Parnia, Großbritannien/Vereinigte Staaten
- Bruce Greyson, Vereinigte Staaten
- Maurice S. Rawlings, Vereinigte Staaten
- Allan Kellehear, Australien/Großbritannien/Kanada
- Robert J. Kastenbaum, Vereinigte Staaten
- Mark Taubert, Großbritannien
- Louis-Vincent Thomas, Begründer der Thanatologie in Frankreich
- Alfons Deeken, Japan

## Praktische Thanatologie
Eine Anwendung thanatologischer Erkenntnisse ist die Thanatopraxie, die auch als „praktische Thanatologie“ bezeichnet wird.